# Fascismo

Il fascio littorio, emblema del fascismo, nel simbolo del Partito Nazionale Fascista

Il fascismo è il movimento politico d'estrema destra fondato da Benito Mussolini nel 1919, che prese il potere in Italia e governò il Paese come regime totalitario dal 1922 al 1943 nel corso del cosiddetto ventennio fascista.
Nato nell'intervallo tra le due guerre mondiali e nel contesto di movimenti estremisti di massa sorti dalla crisi economica e politica dello Stato liberale, si caratterizzò fin dall'inizio per il ricorso alla violenza come metodo di lotta politica (squadrismo), per l'ostilità alla democrazia e alle sue istituzioni, per l'avversione al bolscevismo e la promozione delle spinte irredentiste ed espansioniste italiane frustrate dall'esito della prima guerra mondiale, secondo l'idea della vittoria mutilata.
Già organizzato con i Fasci di combattimento in lista elettorale e sconfitto alle elezioni del 1919, virò dalle primitive istanze sociali del programma di San Sepolcro a quelle più marcatamente borghesi e antibolsceviche, rendendosi protagonista della reazione violenta nel biennio rosso e affermandosi rapidamente presso il ceto medio e nelle aree rurali. Entrò infine in parlamento nel 1921 in coalizione con nazionalisti e liberali e si costituì in Partito Nazionale Fascista (PNF).
Dopo la presa del potere con la marcia su Roma e una prima fase di debole compromesso con le altre forze politiche, si fuse con il movimento nazionalista e si assicurò la vittoria alle elezioni del 1924; ma la denuncia delle violenze e intimidazioni che avevano segnato la consultazione elettorale ebbe come risposta l'assassinio di Giacomo Matteotti e sancì la vittoria delle componenti più intransigenti del fascismo, trainando l'Italia verso il regime dittatoriale a partito unico (Stato fascista), che esautorava di fatto la monarchia e stravolgeva lo Statuto Albertino.
Il regime fascista, evolutosi in dittatura personale di Mussolini (designato anche ufficialmente Duce e fatto oggetto di culto della personalità) perseguì una politica estera colonialista e imperialista. Cauto in un primo tempo verso la Germania nazista, vi strinse alleanza nel 1936 (Asse Roma-Berlino), affiancandola nella seconda guerra mondiale a partire dal 1940. Promotore di politiche oppressive con forti connotazioni razziste antislave e finalizzate all'assimilazione delle minoranze interne ai confini italiani, nel 1938 il regime fascista promulgò le leggi razziali, che in parte ricalcarono la precedente normativa nazista.
Di fronte all'imminente sconfitta, il rovesciamento del regime con imprigionamento di Mussolini e il successivo armistizio (1943) provocarono la reazione dei tedeschi, che liberarono il Duce e lo posero a capo dello Stato fantoccio della Repubblica Sociale Italiana (RSI). Il Partito Fascista Repubblicano (PFR) accentuò i tratti totalitari del movimento sul modello nazista e tentò di riproporre i contenuti sociali delle origini con il manifesto di Verona. Nel contempo, le autorità fasciste collaborarono sempre più apertamente con i tedeschi nella caccia e lo sterminio degli ebrei. La RSI cadde con la fine dell'occupazione tedesca del Paese, sotto la spinta dell'offensiva alleata nella penisola e dell'insurrezione del 25 aprile 1945; alla caduta seguì la fucilazione di Mussolini per mano dei partigiani delle Brigate Garibaldi.
L'esperienza dello Stato fascista ufficialmente si estinse con la fine del secondo conflitto mondiale e fu ripudiata dalla Costituzione repubblicana, che assunse carattere antifascista e vietò la ricostituzione del partito alla XII disposizione transitoria e finale, attuata per via penale dalla Legge Scelba (1952). La disciplina ha interessato però solo di rado movimenti neofascisti sorti nel dopoguerra, poiché la sua applicabilità dipende dal carattere antidemocratico, violento o razzista del movimento e per giurisprudenza dall'esistenza di un effettivo pericolo di ricostituzione immediata di un partito fascista.
L'ideologia fascista, di cui Gentile e Mussolini elaborarono una sintesi dottrinaria nel 1932, non fu precostituita al movimento che, nelle parole di Mussolini stesso, fu improntato piuttosto a pragmatismo («Il fascismo non fu tenuto a balia da una dottrina elaborata in precedenza, a tavolino: nacque da un bisogno di azione e fu azione»). Il fascismo e la relativa dottrina sono complessi e oggetto di diverse interpretazioni, fermo restando il carattere antidemocratico, totalitario e violento del fascismo come movimento e regime.
Nella sua dimensione antibolscevica il fascismo incontrò all'inizio, se non approvazione, quanto meno acquiescenza anche presso regimi e personalità democratiche. Negli altri Paesi sorsero movimenti ispirati al fascismo italiano, che in certi casi presero il potere. Nonostante la somiglianza esteriore, tuttavia, non sempre l'emulazione produsse una piena aderenza ideologica o ricalcò l'insieme dei caratteri politici dell'esperienza fascista. Ciò non ha impedito che in senso estensivo si siano poi etichettati e si etichettino ancora come fascisti altri movimenti e regimi autoritari in Europa e nel mondo; il termine fascismo ha connotazione spregiativa nel linguaggio politico, dove tende altresì a farsi generico e indiscriminato.

## Etimologia

Il fascio littorio

Il fascismo prende il nome dai Fasci di combattimento fondati da Mussolini nel 1919, che fanno a loro volta riferimento al fascio (in latino fascis) recato dagli antichi littori come simbolo del potere legittimo, e poi adottato da movimenti popolari e rivoluzionari come simbolo di unione dei cittadini, tanto da essere ancora incluso nei simboli e nelle panoplie di molti paesi ed entità subnazionali.
L'ascia legata al fascio simboleggiava lo ius vitae necisque, esercitato dalle massime magistrature romane; le verghe, usate materialmente dai littori per infliggere la pena della verberatio, l'ordinaria potestà sanzionatoria.
Il richiamo ai fasci è un esempio del fascino che il mito di Roma esercitava sul fascismo, che tentò una restaurazione dei fasti imperiali romani e giustificò la sua politica espansionistica come missione civilizzatrice del popolo italiano, erede di Roma antica.

## Storia

### Storia del fascismo in Italia

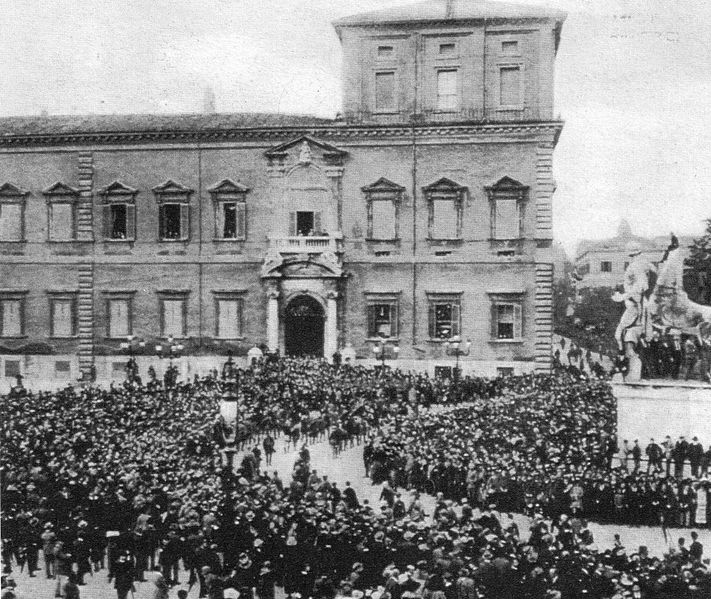
Alcune camicie nere sfilano davanti al Quirinale, all'epoca residenza reale

La crisi economica del primo dopoguerra, la disoccupazione e l'inflazione crescenti, la smobilitazione dell'esercito che restituì alla vita civile milioni di persone, i conflitti sociali e gli scioperi nelle fabbriche del nord, l'avanzata del partito socialista divenuto il primo partito alle elezioni del 1919, crearono negli anni 1919-1922 le condizioni per un grave indebolimento delle strutture statali e per un crescente timore da parte dei ceti agrari e industriali di una rivoluzione comunista in Italia sul modello della rivoluzione d'ottobre del 1917. Il periodo tra le due guerre mondiali fu caratterizzato da forti tensioni sociali, soprattutto riguardo al reinserimento dei reduci della prima guerra mondiale e in particolare nel cosiddetto biennio rosso, che in Italia fu caratterizzato da una serie di lotte operaie e contadine che ebbero il loro culmine e la loro conclusione con l'occupazione delle fabbriche, soprattutto nel centro-nord del Paese.
Benito Mussolini, ex dirigente del Partito Socialista convertito alle idee del nazionalismo, riuscì a fondere idee, aspirazioni, frustrazioni dei reduci della Grande Guerra, in un movimento politico che all'inizio ebbe una chiara ispirazione socialista e rivoluzionaria, e che subito si contraddistinse per la violenza dei metodi impiegati contro gli oppositori. Il 23 marzo 1919 a Milano si radunarono circa trecento persone, soprattutto socialisti, sindacalisti, anarchici, ex-combattenti e in particolare arditi, intellettuali futuristi, che fondarono i Fasci italiani di combattimento. L'intento era essenzialmente volto alla valorizzazione della vittoria sull'Austria-Ungheria e alla rivendicazione dei diritti degli ex-combattenti. Il primo fascismo contrapponeva i reduci, inviati al fronte, agli industriali che si erano arricchiti con l'industria bellica (definiti "pescecani"). Dopo il primo congresso nazionale nel 1919, si presentarono alle elezioni politiche, ma senza ottenere alcun seggio. Nelle successive elezioni del 1921 vennero invece eletti 35 deputati.

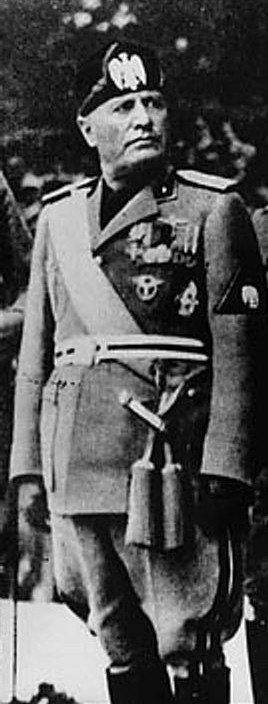
Mussolini durante un discorso

Le violenze durante il periodo del biennio rosso perpetrate da arditi, futuristi e fascisti in un'offensiva contro sindacati e partiti d'ispirazione socialista causarono numerose vittime (circa tremila nel solo biennio 1921-22, secondo le stime di Gaetano Salvemini) in particolare trecento morti fra i fascisti e quattrocento fra i socialisti nella sostanziale indifferenza delle forze di polizia; la violenza crebbe considerevolmente negli anni 1920-22 fino alla marcia su Roma nel 1922. Sempre Salvemini sostenne che i tumulti e i propositi di "fare come in Russia" da parte dei socialisti massimalisti crearono una situazione di tensione:
(Gaetano Salvemini, Le origini del fascismo in Italia)
Di fronte all'incalzare dello squadrismo fascista e dopo la marcia su Roma, il re Vittorio Emanuele III, preferendo evitare ulteriore spargimento di sangue e probabilmente meditando di poter sfruttare e controllare gli eventi, ignorò i suggerimenti di Luigi Facta, Presidente del Consiglio dei ministri in carica, che gli aveva chiesto di firmare il decreto che proclamasse lo stato d'assedio, e decise invece di conferire l'incarico di primo ministro a Mussolini stesso che guidò così un governo di coalizione composto da nazionalisti, liberali e popolari. Dopo il delitto Matteotti, il regime assunse connotazioni dittatoriali e si attuò la progressiva identificazione del partito con lo Stato; l'azione di governo favorì i ceti industriali e agrari con privatizzazioni, liberalizzazione degli affitti, smantellamento dei sindacati. Grazie poi alla legge Acerbo, una legge elettorale proporzionale con un grande premio di maggioranza, alle elezioni del 1924 il "listone fascista" ottenne uno straordinario successo, favorito da ingenti brogli, violenze, intimidazioni e rappresaglie contro gli oppositori.
L'assassinio del deputato socialista Giacomo Matteotti, che aveva denunciato in parlamento i brogli e chiesto l'annullamento delle elezioni, sembrò aprire la possibilità di una crisi del governo in quanto si diffuse la convinzione che i mandanti fossero ai vertici dell'esecutivo; l'episodio dimostrava che la "normalizzazione" dello squadrismo annunciata da Mussolini non era riuscita e che un'opposizione legale non era possibile. I partiti d'opposizione reagirono abbandonando il Parlamento, sperando che il Re intervenisse ma questi, intravedendo una sovranità monarchica liberata del contrappeso parlamentare, si astenne da ogni iniziativa. Successivamente il discorso di Benito Mussolini del 3 gennaio 1925, con il quale si assunse la responsabilità politica del delitto Matteotti e delle altre violenze squadriste, di fatto proclamò la dittatura, sopprimendo ogni residua libertà politica e di espressione e completando l'identificazione assoluta del Partito Nazionale Fascista con lo Stato. Seguì quindi la costituzionalizzazione del Gran Consiglio del Fascismo, nel 1928. Pur assumendo alcune caratteristiche proprie dei regimi dittatoriali, il Fascismo si mantenne formalmente subordinato alla monarchia sabauda e fedele allo Statuto del Regno. Dal 1925 fino alla metà degli anni trenta il fascismo conobbe solo un'opposizione sotterranea e di carattere cospirativo, guidata da esponenti anarchici, comunisti, socialisti, demo-liberali, liberali, socialisti liberali, molti dei quali pagarono la loro opposizione al regime con la vita, l'esilio, la prigionia o il confino.
Dopo lo scoppio della seconda guerra mondiale, Mussolini rimase in attesa degli eventi e inizialmente dichiarò l'Italia non belligerante. Quando, impressionato dalle facili e rapide vittorie della Germania e dall'imminente crollo della Francia, si convinse della vittoria dell'Asse, annunciò in un discorso a Roma il 10 giugno del 1940 l'entrata in guerra dell'Italia contro la Francia e l'Inghilterra, dando nel contempo ordine ai comandi di mantenere un contegno difensivo verso la Francia. L'impreparazione dell'esercito e l'incapacità dei comandanti condussero a terribili sconfitte su tutti i fronti, come nella campagna di Grecia nel 1940 e la rapida perdita dell'Africa Orientale Italiana (1941). Dopo una serie di alterne vicende nel tardo 1941 e nel 1942, la ritirata di Russia, nonché le sconfitte in Libia e Tunisia (1943), provocarono uno scollamento fra regime e popolo e il collasso degli apparati militari che aprì le porte all'invasione della Sicilia.
Il 25 luglio 1943 per iniziativa di alcuni gerarchi (Grandi, Bottai e Ciano) e con l'appoggio del Re, venne presentato un Ordine del giorno al Gran Consiglio del Fascismo col quale si chiedeva al Re di riprendere il potere; ciò portò all'arresto di Mussolini e all'improvviso crollo del regime, che si dissolse tra il giubilo di parte della popolazione italiana, stanca del regime e della guerra. L'esperienza bellica portò alla caduta del governo di Mussolini e al suo arresto e alla nomina del generale Badoglio come primo ministro. Con l'invasione degli Alleati, il paese era diviso in due, occupato dalle forze dell'Asse al nord e dagli Alleati al sud. Questa divisione consentì una temporanea rinascita del fascismo nelle regioni settentrionali, dove si organizzò la Repubblica Sociale Italiana, riconosciuta solo dai paesi dell'Asse. Negli ultimi venti mesi di esistenza il fascismo fu coinvolto nella guerra civile con le formazioni partigiane che fiancheggiavano l'avanzata alleata, nonché dall'attiva collaborazione con la politica tedesca di deportazione, concentramento e sterminio degli ebrei e di altre minoranze. Alla fine di aprile 1945 con il crollo del fronte e l'insurrezione popolare proclamata per il giorno 25 dal Comitato di Liberazione Nazionale, la RSI fu spazzata via. I suoi elementi dirigenti, compreso Mussolini, furono catturati dai partigiani e fucilati fra 28 e 29 aprile 1945. Con la morte di Benito Mussolini l'esperienza fascista si concluse.

### Storia del fascismo in Europa
Quando in Italia il partito fascista giunse al potere, nel resto dell'Europa (comprese Francia e Regno Unito) e del mondo non si guardò a esso con sfavore, soprattutto per il suo impegno come argine al bolscevismo sovietico e l'eversione. In seguito, durante il periodo di massimo consenso del regime, fra 1925 e 1935, il miglioramento dell'immagine dell'Italia nel mondo portò perfino diverse personalità del pensiero democratico (fra cui Winston Churchill e il Mahatma Gandhi) a esprimere simpatia per Mussolini e il suo regime. D'altro canto l'esperienza fascista non mancò di provocare in Europa (e non solo) movimenti fascisti e filofascisti di emulazione, per lo più ideologica e di immagine.
Nella maggioranza di questi casi, infatti, la somiglianza col fascismo italiano è solo epidermica, legata a certi stilemi (saluto romano, colore scuro delle camicie, manifestazioni di massa etc.), al culto del capo e della violenza, e a un feroce anticomunismo. In altri casi si verificarono anche "gemellaggi" con la dottrina sociale, filosofica e politica vera e propria. Il più famoso dei movimenti para-fascisti fu il NSDAP (Nationalsozialistische Deutsche Arbeiterpartei o Partito nazionalsocialista tedesco dei lavoratori) di Adolf Hitler. Nel resto d'Europa, furono molti i movimenti fascisti e filofascisti che si svilupparono e, soprattutto nell'Europa orientale, salirono anche al potere.

## Descrizione

### Caratteristiche generali

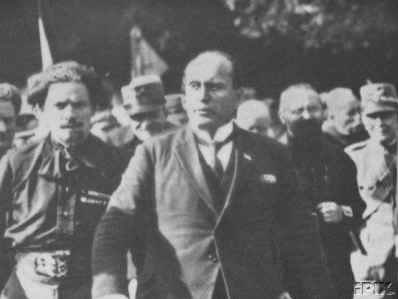
Mussolini e altri dirigenti fascisti nel 1923

D'ispirazione sindacal-corporativa, militante, socialista revisionista e organicista, il fascismo raggiunse il potere nel 1922, dopo la grande guerra con la Marcia su Roma e si costituì in dittatura nel 1925. Il fascismo descrive se stesso come una terza via alternativa a capitalismo liberale e comunismo marxista, basata su una visione interclassista, corporativista e totalitaria dello Stato, contraria alla democrazia di massa. Radicalmente e violentemente contrapposto al comunismo, il fascismo rifiuta infatti anche i principi della democrazia liberale, pur riconoscendo la proprietà privata. Appare inoltre come un movimento tradizionalista e spiritualista in alcune componenti, in altre mostra una chiara ascendenza positivistica. All'elaborazione della dottrina fascista, oltre che Mussolini, contribuì il filosofo idealista Giovanni Gentile. 

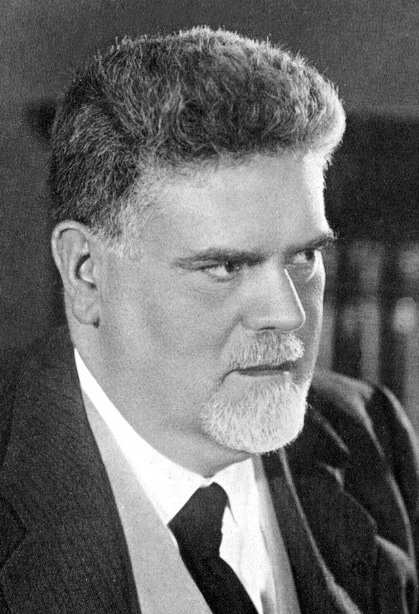
Giovanni Gentile

I testi teorici fondamentali del fascismo sono essenzialmente due: il Manifesto degli intellettuali fascisti e La dottrina del fascismo. Gentile pubblicò il 21 aprile 1925 il Manifesto degli intellettuali fascisti agli intellettuali di tutte le Nazioni e, insieme a Mussolini, lo scritto La dottrina del Fascismo (1933). Il 1º maggio del 1925, il filosofo Benedetto Croce, inizialmente favorevole al fascismo, pubblicò il Manifesto degli intellettuali antifascisti che ebbe tra i firmatari molti altri intellettuali. Importante anche la voce "fascismo" dell'Enciclopedia italiana, scritta da Mussolini con Gioacchino Volpe. Nel fascismo è presente anche l'influenza di Friedrich Nietzsche, tramite l'interpretazione teorica e pratica data da D'Annunzio, di Georges Sorel e del futurismo di Marinetti. Nietzsche fu l'unico filosofo che Mussolini studiò veramente, dal quale in gioventù fu ammaliato e dalla cui dottrina del superuomo egli trasse il senso da dare alla rivoluzione fascista.
Un fondamentale contributo alla nascita del fascismo fu dato dal movimento dello Squadrismo, ossia l'organizzazione di squadre paramilitari con le quali si realizzò una sistematica demolizione di sedi di partito (socialisti, popolari, comunisti) e di giornali, cooperative, case del popolo e la progressiva occupazione - con mezzi legalitari e illegali - di posizioni chiave nelle amministrazioni comunali. Inoltre lo stesso Giovanni Giolitti tenne nei confronti del movimento fascista un atteggiamento benevolo volto a utilizzarlo nel contrastare la sinistra in quanto era poi intenzionato a "costituzionalizzarlo" dopo essere arrivato al potere. Così facendo si riteneva di esaurirne le potenzialità poiché, essendo venuti meno gli avversari di sinistra, il fascismo avrebbe conseguentemente perso gli appoggi, anche finanziari, di coloro che temevano la "minaccia rossa".
Secondo l'ideologia fascista, una nazione sarebbe una comunità che richiede dirigenza forte, identità collettiva e la volontà e capacità di esercitare la violenza per mantenersi vitale. Per l'ideologia fascista la cultura è creata dalla società nazionale collettiva, dando luogo a un rifiuto dell'individualismo; il fascismo nega inoltre l'autonomia di gruppi culturali o etnici che non sono considerati parte della nazione fascista e che rifiutano di essere assimilati: questo in tutte le realizzazioni storiche del fascismo è stato applicato nei confronti di minoranze etniche o religiose, in particolare quella ebraica. L'ideologia fascista sostiene l'idea di uno Stato a partito unico e vieta qualunque opposizione al partito stesso.

Nacque principalmente come reazione alla Rivoluzione Bolscevica del 1917 e alle lotte sindacali, operaie e bracciantili, culminate nel Biennio rosso, ma al tempo stesso in parziale polemica con la società liberal-democratica uscita lacerata dall'esperienza della prima guerra mondiale, unendo aspetti ideologici tipici dell'estrema destra (nazionalismo, militarismo, espansionismo) con quelli dell'estrema sinistra (primato del lavoro, rivoluzione sociale e generazionale, sindacalismo rivoluzionario soreliano), inserendovi elementi ideali originali e non, quali l'aristocrazia dei lavoratori e dei combattenti, la concordia fra le classi (organicismo), il primato dei doveri dell'uomo sui diritti (mediato dal pensiero di Giuseppe Mazzini), e il principio gerarchico, assorbito dal fascismo dall'esperienza dei reparti d'assalto volontari della divisione Arditi della Grande Guerra, che lo portarono al culmine dell'obbedienza cieca e pronta al capo. Si riporta qui la definizione di fascismo data, nel 1921, da colui che ne fu l'ideatore e il capo, Benito Mussolini: 
(Benito Mussolini, 19 agosto 1921 - Diario della Volontà)

Il giornalista, politico e antifascista Piero Gobetti nel 1922, riconduceva il fascismo alla tendenza all'autoritarismo tipica della cultura italiana, che a suo parere rifugge dal confronto delle idee e predilige invece la disciplina dello Stato forte: 

Fra le innumerevoli interpretazioni successive del fascismo si riportano le seguenti di Lelio Basso (1961): 

Quella recente (2002) dello storico Emilio Gentile fu invece la seguente: 
Da ultimo, è importante sottolineare come il fascismo fu sempre considerato dai suoi aderenti un movimento rivoluzionario, trasgressivo e ribelle (emblematico in tal senso il motto «me ne frego») in radicale contrasto col liberalismo dell'Italia pre-fascista. Pur avendo all'inizio tutelato gli interessi della borghesia industriale, Mussolini respinse ogni ipotesi di collusione con essa. Emblematico di ciò fu il cosiddetto programma di socializzazione dell'economia, tentata durante l'esperienza della Repubblica Sociale Italiana.

### La politica interna e l'attività in Italia
Nel corso dei due decenni di governo, detti ventennio, il fascismo cercherà anche di imporre la propria visione antropologica al popolo italiano attraverso politiche educative, culturali, eugenetiche e infine attraverso una legislazione razzista e antisemita. In politica estera, il regime promuoverà prima una blanda revisione dei trattati di pace del 1919 per assicurare contemporaneamente una maggiore forza all'Italia e la stabilità in Europa, ma in seguito al sorgere del nazismo in Germania a metà degli anni trenta, il regime compì una spirale di scelte tali che nel suo ultimo quinquennio il fascismo finì col legarsi sempre più al regime nazista, con il quale finirà coinvolto nella seconda guerra mondiale. In seguito alla crisi del 1924-25 il regime fascista - fino ad allora al governo in maniera statutaria - subirà una svolta autoritaria che porterà all'abolizione delle libertà democratiche e alla realizzazione di una dittatura autoritaria. Il potere relativamente ampio del regime mussoliniano, ottenuto tramite la soppressione poliziesca dell'opposizione politico-partitica, consentirà al fascismo di imprimere radicali modifiche al paese, alla sua società, alla sua cultura e alla sua struttura economica.
L'esperienza bellica sarà disastrosa per il regime e per il paese. Le sconfitte sui fronti d'Africa e Russia con la conseguente invasione alleata delle regioni meridionali italiane portò alla caduta del governo di Mussolini e al suo arresto e la nomina del generale Badoglio come primo ministro: in una sola giornata venti anni di regime vennero spazzati via e quindi a una divisione della penisola in due tronconi, occupati rispettivamente dalle forze dell'Asse al nord e Alleati al sud. Questa divisione consentì una temporanea rinascita del fascismo nelle regioni settentrionali, dove esso organizzò uno Stato di fatto (Repubblica Sociale Italiana, RSI) riconosciuto solo dai paesi dell'Asse. Negli ultimi venti mesi di esistenza il fascismo fu coinvolto nella guerra civile con le formazioni partigiane che fiancheggiavano l'avanzata alleata. Alla fine di aprile 1945 con il crollo del fronte e l'insurrezione popolare proclamata per il giorno 25 dal Comitato di Liberazione Nazionale, la RSI fu spazzata via. I suoi elementi dirigenti - compreso Mussolini - catturati dai partigiani, furono fucilati fra 28 e 29 aprile 1945. Con la morte di Benito Mussolini l'esperienza fascista può essere considerata conclusa.
Lo storico Federico Chabod evidenzia le cause fondamentali dell'ascesa del fascismo: la complessa e conflittuale situazione politica con il benevolo atteggiamento di Giolitti verso i fascisti e i contrasti interni al partito socialista diviso tra riformismo e massimalismo nonché i contrasti tra cattolici e socialisti; il mito della vittoria mutilata nato alla fine della prima guerra mondiale; l'inflazione della moneta; l'aumento delle tasse e dei prezzi; la disoccupazione diffusa che riguardava anche gli ex combattenti; il problema della riconversione industriale da industria bellica a industria di pace; la rovina economica delle classi medio e piccolo-borghesi; i facili arricchimenti di guerra; i grandi proprietari fondiari e gli industriali che temevano l'avvento di un bolscevismo italiano e vedevano con sgomento l'occupazione delle terre e delle fabbriche, gli scioperi, le agitazioni operaie, ed erano quindi pronti ad appoggiare le squadre fasciste per tutelare i propri interessi. Ha scritto testualmente lo Chabod:"Tutto questo determinò un profondo sconvolgimento che colpì tutti gli interessi e offese tutti i sentimenti. Interessi colpiti: piccoli borghesi che cadono nelle ristrettezze economiche, grandi proprietari fondiari che cominciano a temere l'avvento del bolscevismo italiano e vedono con sgomento l'occupazione delle terre, gli scioperi, le agitazioni operaie, l'occupazione delle fabbriche. Sentimenti offesi: l'amor di patria negato da socialisti e comunisti, la delusione dei trattati di pace, il mito della vittoria mutilata, la vana attesa delle masse della pace e della giustizia, il disordine e l'anarchia ogni giorno crescenti, la paura e l'incubo della rivoluzione sociale."
In queste circostanze il fascismo, che propugnava la necessità di uno Stato forte e totalitario, l'esigenza dell'ordine e del rispetto della proprietà, la lotta al bolscevismo, apparve come una concreta possibilità di salvezza alla borghesia, sia dal punto di vista economico sia da quello ideologico. "Agrari e industriali, reagendo al movimento proletario, appoggiarono il fascismo; se gli uni non volevano sentire parlare di terre ai contadini e dell'imponibile della mano d'opera, gli altri non accettavano il controllo operaio sulle fabbriche. Il loro appoggio finanziario al fascismo è fuori discussione". Lo Chabod evidenzia inoltre l'errore commesso dal Giolitti: "L'errore fondamentale del Giolitti fu di valutazione: giudicò il fascismo in base alle vecchie formule della lotta politica e parlamentare, credette ancora alla possibilità di blandirlo, di servirsene, di affidargli la parte di aiutante, salvo a sbarazzarsene in seguito". Le squadre, che, a detta di Mussolini, giunsero a raccogliere 300.000 aderenti, fornirono il nerbo della forza eversiva con la quale, il 28 ottobre 1922 il Fascismo marciò su Roma convincendo il sovrano Vittorio Emanuele III a consegnare le redini del governo.
Con il congresso di Roma del 9 novembre 1921 il fascismo si trasformò da movimento in partito. In seguito alla marcia su Roma del 28 ottobre del 1922, il re Vittorio Emanuele III incaricò Benito Mussolini di formare un nuovo governo. Mussolini si presentò alle Camere con un governo di coalizione formato soprattutto da esponenti liberali, cattolici e da alcuni esponenti moderati dal Partito Fascista, e ottenne la fiducia il 30 ottobre del 1922. Il programma politico aveva subito una serie di aggiustamenti con l'obiettivo di favorire gli abboccamenti con le forze conservatrici e reazionarie, le quali cominciarono quasi subito a finanziare il movimento.
Con l'arrivo al potere, Mussolini intraprese una politica di riassetto delle casse dello Stato, di liberalizzazioni e riduzioni della spesa pubblica. Venne riformata la scuola dietro impulso del filosofo Giovanni Gentile. D'altro canto diede seguito a una serie di rivendicazioni delle associazioni combattentistiche, e dei sindacati fascisti, garantendo le pensioni e le indennità ai reduci e ai mutilati e rendendo obbligatoria la giornata lavorativa di otto ore agli operai. In politica estera, l'Italia accettò i patti siglati a Locarno con la Jugoslavia, ma ebbe la protezione delle minoranze italiane in Dalmazia e l'autonomia di Fiume (che nel 1924 venne unita all'Italia). Infine ci fu anche la revisione - a favore dell'Italia - dei confini delle colonie (fu rettificato il confine di Tripolitania e Cirenaica ed esteso il Fezzan ad alcune oasi strategiche, e alla Somalia venne annesso l'Oltregiuba).
La presenza tuttavia di un'ala oltranzista nel PNF, rappresentata da elementi estremisti come Italo Balbo e Roberto Farinacci, impedì la "normalizzazione" delle squadre d'azione, che continuarono a imperversare nel paese spesso fuori da ogni controllo. Ne fecero le spese numerosi antifascisti, il più importante dei quali, Giacomo Matteotti, che accusò in Parlamento Mussolini di aver vinto grazie a brogli elettorali, venne assassinato il 10 giugno 1924 nel corso del suo rapimento da parte di una banda di squadristi capeggiata da Amerigo Dumini.
La cosiddetta "crisi Matteotti" che ne seguì mise il governo Mussolini di fronte a un bivio: continuare a governare in modo legalitario, rispettando quantomeno nella forma lo Statuto, oppure imprimere una svolta autoritaria. Mussolini, premuto dai ras dello squadrismo, optò per la seconda scelta. Il fascismo divenne dunque dittatura. I passaggi successivi con cui il governo Mussolini si trasforma in dittatura sono i seguenti (per approfondire, vedi anche leggi fascistissime):
- 3 gennaio 1925 - Discorso della "Ceka" (il cosiddetto "mezzo colpo di Stato" del 3 gennaio.[46]) Mussolini respinge l'accusa di essere mandante dell'omicidio di Matteotti ma rivendica la "responsabilità politica storica e morale" degli avvenimenti e del clima di violenza di quei mesi[47]. Annuncia provvedimenti straordinari contro la Secessione dell'Aventino e minaccia di usare la Milizia contro le aggressioni dell'opposizione a membri dei Fasci e a militari. Il giorno successivo il ministro degli Interni Federzoni, inoltre, fa diramare telegrammi a tutti i prefetti affinché si proceda alla "chiusura di tutti i circoli e ritrovi sospetti dal punto di vista politico", "lo scioglimento di tutte le organizzazioni "sovversive"", "la vigilanza sui comunisti e gli "antinazionali"".
- 2 ottobre 1925 - Patto di Palazzo Vidoni (perfezionato con la legge Rocco del 3 aprile 1926) che riduce i sindacati a due, uno per i lavoratori e l'altro per il padronato (entrambi fascisti), abolisce il diritto di sciopero (per gli operai) e di serrata (per il padronato) e riconduce le controversie fra lavoratori e datori di lavoro all'arbitrato dello Stato e delle corporazioni.
- 24 dicembre 1925 - Tutti i poteri vengono affidati a Mussolini: il capo del governo viene dichiarato non più responsabile di fronte al Parlamento, ma solo nei confronti del sovrano.
- 31 ottobre 1926 - Mussolini subisce un attentato da parte di Anteo Zamboni in seguito al quale vengono abolite la libertà di stampa per l'antifascismo, i partiti e le organizzazioni antifasciste e si dichiarano decaduti i deputati della Secessione dell'Aventino.

### La repressione e i rapporti conCosa nostra
Durante il fascismo, la lotta alla mafia venne affidata a Cesare Mori, ricordato come il "prefetto di ferro", inviato nell'isola nel maggio del 1924, dove condusse una dura repressione delle attività criminose di Cosa nostra in Sicilia. In questo periodo venne arrestato il boss Vito Cascio Ferro. Dopo alcuni arresti eclatanti di capimafia, i vertici di Cosa nostra non si sentivano più al sicuro e scelsero due vie per salvarsi: una parte emigrò negli USA, entrando nella Cosa nostra statunitense, mentre un'altra restò in disparte. Il "prefetto di ferro" coinvolse anche personalità di spicco del PNF come Alfredo Cucco, che fu espulso dal partito. Nel 1928 Mori fu nominato senatore e nel 1929 collocato a riposo.Nel 1932, nel centro di Canicattì, avvengono tre omicidi, altri a Partinico associati incendi, danneggiamenti in stile mafioso; e eventi delittuosi dei quali la stampa non parla, cui il regime risponde con «qualche condanna alla fucilazione e con una nuova ondata di invii al confino». Alcuni mafiosi erano membri del PNF, a conoscenza e con il favore di Benito Mussolini. Il principe Lanza di Scalea fu uno dei candidati nelle liste del PNF per le amministrative di Palermo mentre a Gangi il barone Antonio Li Destri, pure candidato del PNF, era protettore di banditi e delinquenti.La mafia ridarà segni di vita prima dello sbarco alleato del luglio 1943.

### La repressione e i rapporti con la Camorra
La mano ferma contro la criminalità agli inizi era servita al fascismo per affermarsi. Centinaia di delinquenti, piccoli e grandi, vennero inviati al confino. L'obiettivo era duplice: arrestare i camorristi scomodi, restii ai patti con la polizia, e dare all'opinione pubblica dimostrazione di una mano ferma contro la criminalità, legando ancora di più al regime i delinquenti più morbidi.
Mussolini sottovalutò il fenomeno camorristico, tanto che concesse la grazia a molti dei camorristi condannati a Viterbo. Molti delinquenti diventarono squadristi entrando nelle squadre fasciste ed ebbero in cambio il silenzio sul loro passato.
Un altro guappo violento, Marco Buonocuore, sparò a un operaio antifascista e ottenne buoni incarichi pubblici. L'iscrizione al Partito Fascista era comunque agevolata, senza tener conto della fedina penale.

## La filosofia, il pensiero e l'ideologia
Il fascismo si caratterizzò come un movimento nazionalista, autoritario, autocratico, razzista, anticomunista e totalitario; l'ideologia sottesa a tale movimento fu interpretata allo stesso tempo come rivoluzionaria e reazionaria; in particolare il fascismo si autodefiniva, nonché fu considerato da vari politologi e studiosi, come alternativo al capitalismo liberale, proponendo una terza via. Sul piano ideologico fu populista, collettivista, statalista, fautore della funzione sociale della proprietà privata e della divisione della società in classi e del rifiuto del liberalismo e della democrazia.
Trovò i suoi precursori, negli anni precedenti alla prima guerra mondiale, nel movimento artistico del futurismo (il cui ispiratore, Filippo Tommaso Marinetti, aderì poi al movimento di Mussolini), nel decadentismo di D'Annunzio e in numerosi altri intellettuali nazionalisti che si ritrovarono nella rivista Il Regno (Giuseppe Prezzolini, Luigi Federzoni, Giovanni Papini), molti dei quali militarono in seguito nelle file fasciste. Importante fu anche il contributo di correnti di pensiero quali il sindacalismo rivoluzionario, ispirato alle idee di Georges Sorel.
Una spinta decisiva alla nascita del fascismo venne anche dalle componenti, prodotte dalla prima guerra mondiale, dell'arditismo e del reducismo. La critica storica di alcuni studiosi come Piero Calamandrei o Paolo Alatri esita tuttavia ad attribuire una base ideologica al movimento fascista connotato, specie fra il 1920 e il 1924, da diverse filosofie operative, con repentini e opportunistici cambiamenti di impostazione politica tali da negare di per se stessi l'esistenza di una dottrina unitaria del movimento prima e del partito poi.

### La dottrina fascista
Sebbene il fascismo sia nato come movimento politico filosoficamente a carattere prettamente idealista, anti-ideologico e pragmatico, storicamente si è estrinsecato in una serie di posizioni, di volta in volta supportate da un'ampia e reboante propaganda, apparentemente contraddittorie - se non incoerenti - fra loro. Per tale motivo, nell'analizzare il fenomeno fascismo occorre scindere il fascismo "ideale" da quello "reale" esattamente come si fa per il marxismo, considerando che il modus operandi del fascismo storico fu dettato dalle circostanze tanto quanto dall'ideologia e dalla filosofia, e che a circostanze diverse la medesima ideologia è stata cambiata e piegata dalla filosofia originaria del movimento.
Nel saggio La dottrina del fascismo pubblicato nel 1932 viene fatta un'esposizione sistematica del pensiero fascista. Nella dottrina del fascismo il movimento si percepisce come nazionalista, il cui obiettivo finale è "una più grande Italia". Secondo i pensatori fascisti e lo stesso Mussolini, questo obiettivo si inquadra in una visione della storia di tipo conflittuale, nella quale società a base più o meno nazionale si incontrano, concorrono fra loro e - se necessario - si scontrano. E - per necessità darwiniana - in questo scontro sopravvivono solo le nazioni compatte al proprio interno, da cui discende la necessità di trovare una sintesi hegeliana della lotta di classe e delle esigenze dello Stato, tramite l'obbligo per ciascun cittadino (prestatore d'opera o capitalista) a concorrere a una concordia nazionale nel nome della produzione (industriale, agricola, bellica, etc., fonte di ricchezza per l'intera comunità nazionale e di potenza per lo Stato).
All'origine del movimento vi è l'idea mussoliniana della nascita, nelle trincee della grande guerra e nelle fabbriche della produzione bellica, di una nuova aristocrazia dei combattenti (trincerocrazia) e dei lavoratori che realizzi, appunto, "la sintesi dell'antitesi classe-nazione".
(Benito Mussolini, Discorso del Dalmine, 20 marzo 1919, in "Tutti i discorsi - anno 1919")
La concordia interna al paese viene sostenuta con argomentazioni organiciste e con l'affermazione metafisica che la Nazione è più della somma dei singoli individui che l'abitano, bensì "un organismo comprendente la serie indefinita delle generazioni di cui i singoli sono elementi transeunti". Per la qual cosa, i viventi sono impegnati da un obbligo di riconoscenza verso le generazioni che li hanno preceduti e da un obbligo a lasciare un paese migliore alle generazioni che seguiranno. Cardine fondamentale della filosofia fascista è l'assoluta preminenza dello Stato e tramite questo del partito fascista (che se ne considerava al servizio), in ogni aspetto della vita politica e sociale. In questo senso il fascismo si pone come un movimento politico di stampo neohegeliano propugnando lo stato etico. Organicismo e stato etico hanno come conclusione logica la proclamazione del totalitarismo, nel IV Congresso del PNF (1925) per voce dello stesso Mussolini. Lo Stato totalitario avoca a sé tutte le prerogative e i diritti e pervade in maniera "totalitaria", appunto, le esistenze dei suoi cittadini. La concezione fascista dell'uomo prevede la negazione del cosiddetto homo oeconomicus, visione che gli ideologi fascisti sostengono accomuni liberalismo e marxismo, per proporre una visione differente.
(Benito Mussolini, Discorso del 14 novembre 1933, in "Tutti i discorsi - anno 1933")
Il fascismo è filosoficamente debitore di due opposte e differenti correnti di pensiero ottocentesche: da un lato vi è una corrente, ispirata a personaggi come Sorel, Proudhon, Corridoni e ai Futuristi, che propugnavano la rivoluzione, il sindacalismo combattente, l'ascesa della violenza come irrazionale ma decisiva soluzione ai problemi e alle aporie della logica e della democrazia liberale.
Dall'altro lato si riallaccia a correnti di pensiero ultraconservatrici, che risalgono al XIX secolo, in generale contraddistinte dalla critica contro il materialismo e l'idea di progresso delle società capitaliste borghesi, ritenute distruttrici dei valori più profondi della civiltà europea. Tali scuole di pensiero tendono a rievocare un'idea romantica, di una mitica società premoderna, armonica e ordinata, nella quale i diversi ceti della società, ciascuno nel suo ambito, collaborano per il bene comune. Da questo promana la critica alla democrazia liberale e alla società di massa "che avvilisce l'uomo" (il numero contro la qualità), fino a giungere a pensatori che sul finire del XIX secolo e l'inizio del XX secolo ritenevano esaurita la funzione della civiltà occidentale (in particolare Oswald Spengler, autore del famoso saggio Il tramonto dell'Occidente). Infine, non meno importante, soprattutto in Mussolini, è l'influenza del pensiero di Nietzsche, che - sebbene sommamente impolitico - permea continuamente il modus cogitandi del capo del fascismo.

### I punti fondamentali
Sebbene il fascismo si proclamasse anti-ideologico, un'ideologia del fascismo fu elaborata negli anni venti e successivamente stilata in un articolo scritto da Giovanni Gentile durante il suo incarico di Ministro della pubblica istruzione e poi siglato da Mussolini, che però venne applicata solo in parte. In particolare essa non fu mai rigidamente codificata, sebbene abbondassero durante tutto il ventennio le "volgarizzazioni" e i "catechismi", che ebbero più che altro funzione propagandistica verso il popolo minuto. In pratica, però, nell'élite dirigente e intellettuale del Regime si dibatté aspramente sui vari indirizzi da dare alla politica italiana, e il fascismo oscillò spesso fra posizioni diversissime e contraddittorie.
Fra gli aspetti ideologici del fascismo che occorre citare, vi sono i seguenti:
- il culto di Roma – Il fascismo si propone come ideale rinnovatore dei fasti della Roma antica, e vede in essa una sorta di mito di fondazione della nazione italiana;
- l'esaltazione dell'autarchia in economia e del nazionalismo, anche linguistico: infatti, durante il periodo fascista si perseguì una politica di italianizzazione forzata, e le minoranze linguistiche furono perseguitate;
- il culto della giovinezza – Il fascismo si considerava innanzitutto una rivoluzione generazionale. Mussolini è stato il più giovane primo ministro dell'Italia unita e attraverso il Futurismo il fascismo ha assorbito il mito della gioventù;
- il culto della violenza – Nascendo dagli arditi e dai futuristi e dal sindacalismo rivoluzionario di Sorel il fascismo fa suo ed esalta il culto della violenza;
- il "principio del capo" – Anche questo mediato dagli arditi, prevede una concezione gerarchica e piramidale del mondo. Viene dunque esaltata l'obbedienza, anche cieca, irrazionale e totale;[78]
- il corporativismo, inteso come superamento sindacal-organicista e interclassista del socialismo e del liberalismo.

In particolare quest'ultimo addentellato divenne sempre più importante nel fascismo a partire dalla grande crisi del 1929, tanto da poter essere considerato più un aspetto genetico del fascismo che non semplicemente ideologico.

### La dittatura
Fondamentalmente il fascismo rifiuta la democrazia; esso non considera sé stesso un'esigenza temporanea, ma un sistema politico a sé stante a tutti gli effetti: la "terza via" contrapposta tanto alla destra reazionaria quanto alla sinistra marxista.
(Benito Mussolini, dal discorso tenuto al senato il 27 novembre 1922)
Il fascismo sostiene che le "autoproclamatesi" democrazie siano in realtà effettivamente regimi plutocratici, sorta di dittature massoniche basate sulla manipolazione della volontà popolare.
(Benito Mussolini, dall'intervista concessa all'inviato del Sunday Pictorial di Londra il 12 novembre 1926)

Questa considerazione viene da un aspetto dell'origine del fascismo, che è riassunta nel famoso discorso di Benito Mussolini nella frase: 
Il fascismo secondo il suo fondatore avrebbe dovuto rappresentare una forma di governo al di sopra delle divergenti opinioni dei partiti.
Nella sua fase finale il fascismo rifiutò poi le elezioni sul modello dei regimi democratici liberali dell'epoca (definendoli Ludi cartacei) ideando la democrazia organica, che ebbe una sperimentazione parziale poi nella Spagna franchista e nel Portogallo.
Assumono carattere totalitario così sia le leggi che hanno provveduto a eliminare (o "fascistizzare") le libertà liberali quali quelle di associazione, di stampa, di espressione etc., sia le leggi cosiddette "fascistissime", ossia:
- legge 24 dicembre 1925: il potere esecutivo passa completamente nelle mani di Mussolini che non deve più rispondere al parlamento ma rimane responsabile solo verso il re;
- legge 31 gennaio 1926: al potere esecutivo viene data la facoltà di emanare norme giuridiche;
- legge 5 novembre 1926: viene creato il "tribunale speciale" (e, fra l'altro, ripristinata la pena di morte);
- legge 9 dicembre 1928: il Gran Consiglio del Fascismo diventa, da vertice gerarchico del partito, organo dello Stato, sovrapposto ai poteri e agli istituti designati dallo Statuto;
- Testo unico delle leggi di pubblica sicurezza del 6 maggio 1926: viene ripristinato il confino di polizia, rivolto in particolare agli oppositori politici.

Queste leggi – altrimenti tipiche di qualunque autoritarismo – considerate nel contesto organico dello sviluppo del fascismo, permettono di approfondire ulteriormente i caratteri totalitari del fascismo, ossia:
- un'ideologia ufficiale improntata da una filosofia assolutistica che prevede l'identificazione dell'individuo con lo Stato e la subordinazione dell'individuo allo Stato in tutti gli aspetti della vita (e per questo è legittimata la repressione nei confronti di qualsiasi opposizione);
- Un sistema politico atto a sfruttare e sviluppare i caratteri della società di massa, dominato da un partito unico i cui vertici si identificano con le massime cariche del legislativo e dell'esecutivo;
- L'organizzazione capillare delle forze di polizia a fini di controllo della vita privata dei cittadini e di repressione del dissenso in ogni sua forma (e, conseguente a ciò, un'ampia discrezionalità di tali forze nel fermare, imprigionare, interrogare qualsiasi cittadino da esse ritenuto sospetto di devianza politica nonché collusione palese tra polizia e magistratura nel trattamento giuridico e penitenziario di esponenti, veri o presunti tali, dell'opposizione).

Altro aspetto totalitario del regime si trova nella volontà appunto "totalitaria" di costringere ogni cittadino nell'ambito di un organismo collettivo (il cosiddetto "Armonico Collettivo"); l'individuo viene così inserito forzatamente, a prescindere dalla sua volontà, all'interno di strutture di partito le quali si occupano di "integrarlo" e inquadrarlo "dalla culla alla tomba" in formazioni educative, paramilitari, politiche, culturali, sindacali, corporative e assistenziali.
Accanto alle organizzazioni di partito, il fascismo intese anche dominare i mezzi di comunicazione di massa, avendo intuito Mussolini che il controllo capillare di stampa, radio e cinema era "l'arma più forte" per facilitare la trasmutazione fascista della società italiana; vi fu quindi un controllo rigoroso della circolazione delle informazioni sia attraverso il monopolio statale dei mezzi di informazione di massa (giornali, cinegiornali e radio), sia attraverso il controllo e l'uso della censura preventiva sugli altri mezzi di comunicazione di massa (teatro, cinema, musica leggera, fumetti) culminato nel 1939 con l'estensione del visto di censura preventivo anche per le opere musicali.
Ulteriore carattere totalitario del regime fu il costante uso della violenza e della repressione - oltre che il costante richiamo all'odio, al disprezzo e alla denigrazione - verso i partiti e i movimenti antifascisti o antinazionali (comunisti, neutralisti, bolscevichi, pacifisti, democratici), teso a imporre l'idea fascista su quelle dei suoi nemici (fin dall'inizio), nonché (dal 1938) verso gli ebrei, tramite l'approvazione dei provvedimenti di segregazione razziale. Alla luce di questi elementi, il fascismo inteso come forma di stato "totalitaria" si contraddistingue per la presenza di un partito unico che pervade la società in ogni suo aspetto, tramite un'incisiva e mirata propaganda tesa a imporre il volere del partito unico a ogni individuo, e tramite l'uso delle forze di polizia e della Milizia Volontaria per la Sicurezza Nazionale atte a scoraggiare qualsiasi atto contrario al regime, nonché con l'identificazione di un "nemico" da additare al popolo (comunisti, partiti antifascisti, democratici, pacifisti, e dal 1938 anche ebrei).

### L'era fascista

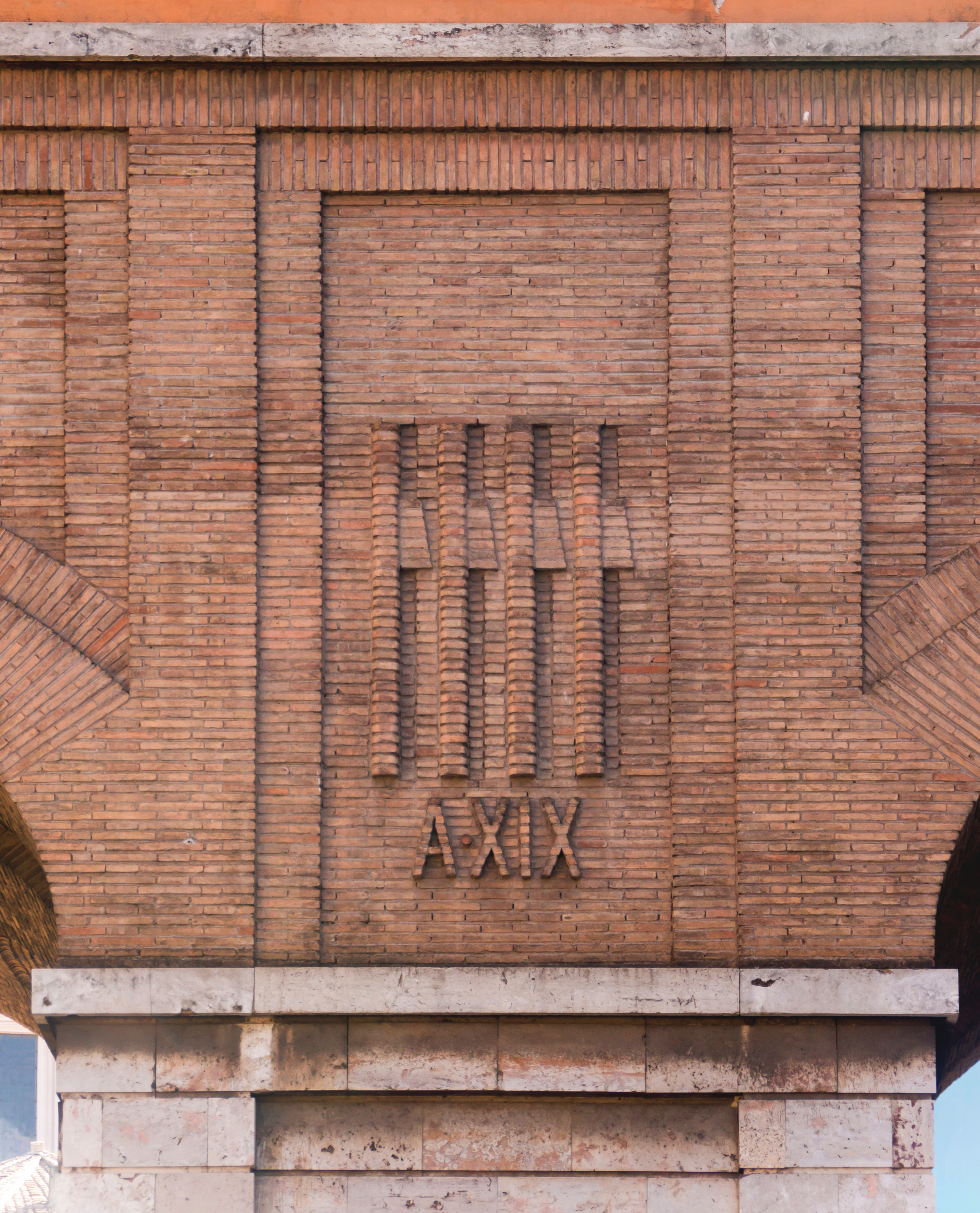
Particolare di un arco a Roma con indicato l'anno XIX (1941) dell'era fascista

La volontà del fascismo di incidere nella storia si manifestò anche con l'istituzione della cosiddetta era fascista, ossia una particolare numerazione degli anni che faceva riferimento al giorno della marcia su Roma. Il primo anno dell'Era fascista era considerato dal 29 ottobre 1922 al 28 ottobre 1923. Il calendario in uso rimaneva quello gregoriano, mentre venivano indicati in maniera diversa solo gli anni. In genere, era adottata una doppia numerazione: in cifre arabe l'anno secondo l'Era cristiana e in numeri romani quello secondo l'Era fascista.
L'indicazione dell'introduzione dell'era fascista risulta da una circolare del 25 dicembre 1926 emanata da Benito Mussolini come capo del Governo. L'origine viene però ricondotta a una richiesta presentata il 26 novembre 1926 da Pietro Fedele, ministro della pubblica istruzione.
L'anno era considerato a partire dal 29 ottobre di ogni anno (giorno successivo alla marcia su Roma) per terminare il 28 ottobre dell'anno successivo.
Il sistema di datazione fu interrotto dal 26 luglio 1943 con la caduta del Governo Mussolini; fu ripreso dalla Repubblica Sociale Italiana tra il 15 settembre 1943 e il 28 aprile 1945.

### L'attuazione pratica
Pochi punti fermi dell'ideologia fascista furono sempre rispettati, cambiando di volta in volta la politica contingente, attraverso una visione pragmatica quando non cinica: fra essi, il principio di "una più grande Italia"; il principio del "primato del duce"; il principio dei "doveri dell'uomo". Tutto il resto, dalla politica economica (di volta in volta liberista nel suo primo periodo, statalista dopo la crisi del 1929, infine velleitariamente socializzatrice durante il periodo repubblicano) a quella estera (con le alleanze oscillanti, l'anticomunismo accompagnato dal riconoscimento dell'URSS), a quella militare (militarismo per le masse, accompagnato da una progressiva riduzione delle spese per le Forze Armate), fu di volta in volta determinato dalle direttive mussoliniane.

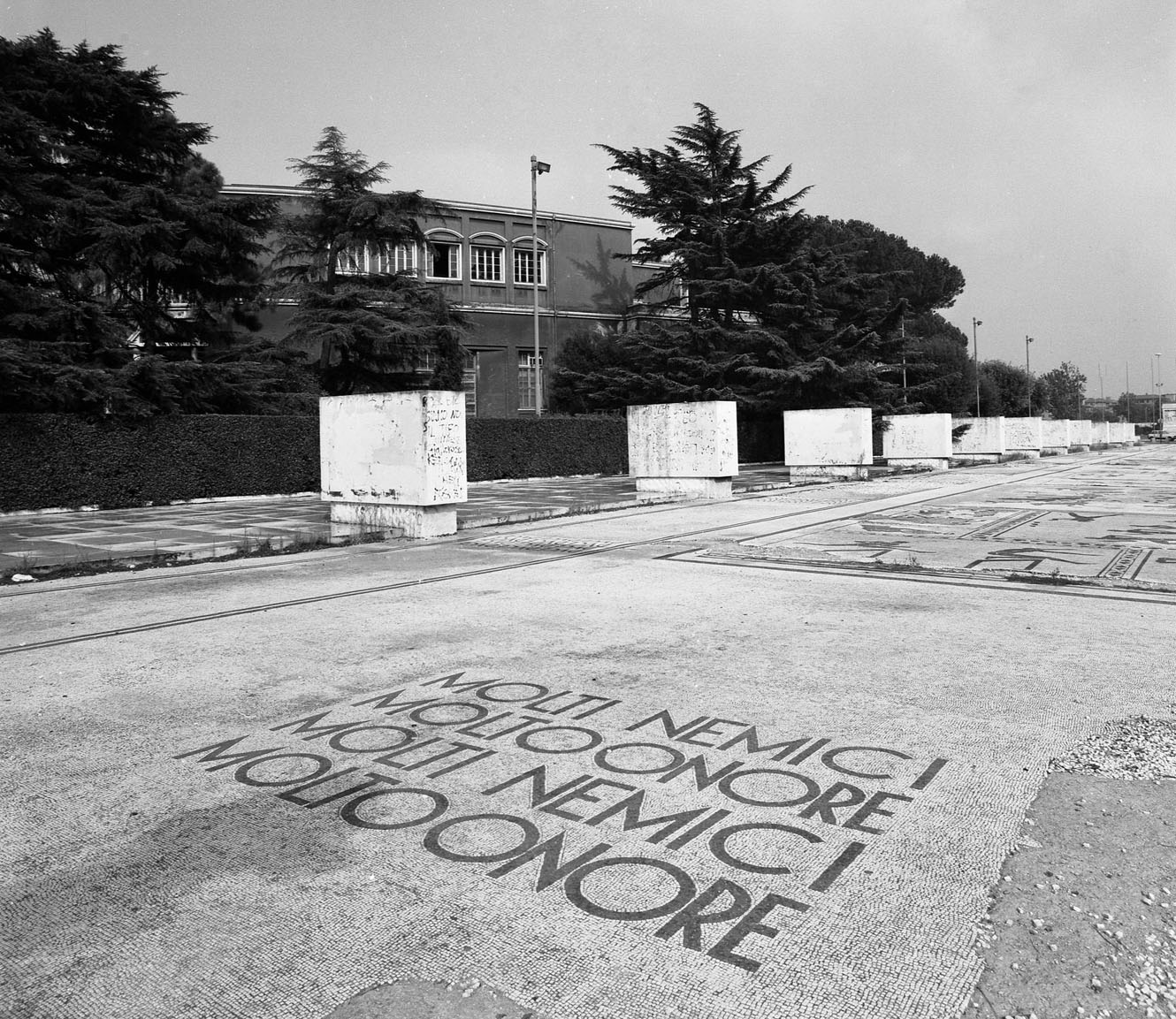
Mosaici al Foro Italico

Il fascismo visse infatti soprattutto della volontà di Mussolini e si limitò a seguire alcuni principi di massima da lui indicati di volta in volta. Inoltre questo portò ad alimentare il culto della personalità, adoperando i mezzi di comunicazione di massa per trasmettere un ideale di uomo forte, deciso e risoluto: un fenomeno che ha preso il nome di "mussolinismo".
(Piero Gobetti, "La rivoluzione liberale")

### La cultura fascista
Il Manifesto degli intellettuali fascisti, pubblicato il 30 marzo 1925 fu il primo documento ideologico della parte della cultura italiana che aderì al regime fascista e il tentativo di indicare le basi politico-culturali dell'ideologia fascista. Anche la letteratura italiana durante il fascismo fu influenzata dal regime.
L'Istituto Nazionale di Cultura Fascista (INCF) fu fondato nel dicembre 1925 e preposto alla diffusione e allo sviluppo degli ideali fascisti e della cultura italiana. Fu alle dirette dipendenze del Segretario del Partito e fu sottoposto all'alta vigilanza di Mussolini.
Sempre nel 1925 nasce l'Istituto dell'Enciclopedia Italiana a opera di Giovanni Treccani e Calogero Tumminelli, con direttore scientifico il filosofo Giovanni Gentile. Le sue principali opere furono dal 1929 l'Enciclopedia Italiana diretta da Gentile e nel 1940 il Dizionario di politica, diretto dal filosofo del linguaggio Antonino Pagliaro. Nel 1926 fu fondata la Reale Accademia d'Italia con il compito di "promuovere e coordinare il movimento intellettuale italiano nel campo delle scienze, delle lettere e delle arti". Prese il via nel 1929. Dopo il Manifesto degli intellettuali fascisti del '25, Mussolini e Gentile firmarono la voce fascismo dell'Enciclopedia Italiana, definita un "centone pragmatista" da Federzoni.

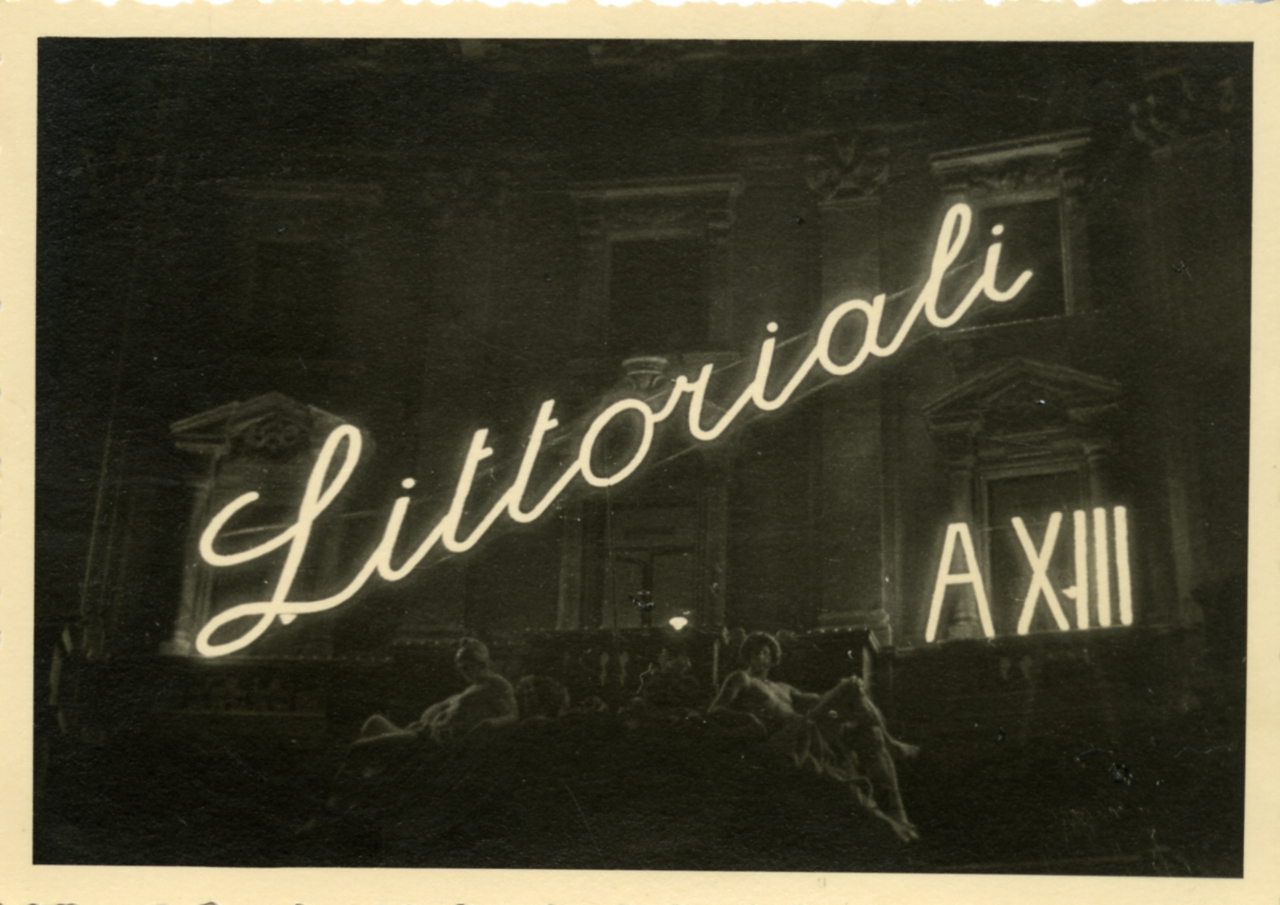
Scritta luminosa per celebrare i Littoriali del 1934 (anno XIII dell'era fascista). Archivio Paolo Monti

La Scuola di mistica fascista Sandro Italico Mussolini, fondata nel 1930 a Milano da Niccolò Giani e da Arnaldo Mussolini, si proponeva in particolare di essere il centro di formazione politica dei futuri dirigenti del Fascismo. I principi-chiave sui quali l'insegnamento si basava erano l'attivismo volontaristico, la fede nell'Italia dalla quale si riteneva derivasse quella in Benito Mussolini e nel Fascismo, l'anti-razionalismo, un certo connubio tra religione e politica, la polemica con la liberal-democrazia e il socialismo, il culto della "romanità".
I Littoriali dello Sport, della Cultura e dell'Arte e del Lavoro erano manifestazioni culturali, artistiche e sportive destinate ai migliori universitari dei GUF, svoltesi in Italia tra il 1932 e il 1940. Erano organizzati dalla Segreteria nazionale del Partito Nazionale Fascista.

### Razzismo e antisemitismo
Alla fine degli anni trenta il fascismo cominciò a elaborare una serie di teorie razziste e antisemite, in parte a imitazione di ciò che stava avvenendo parallelamente in Germania.
Nell'autunno 1938, nel quadro di una grande azione razzista già tempo prima, il governo Mussolini varò la  "normativa antiebraica sui beni e sul lavoro", ossia la spoliazione dei beni mobili e immobili degli ebrei residenti in Italia. In seguito a una feroce campagna di stampa (in parte pagata segretamente da agenti tedeschi incaricati da Goebbels) si giunse ad approvare in fasi successive delle leggi discriminatorie nei confronti degli ebrei e delle popolazioni non indoeuropee delle colonie. In queste ultime si puntò alla realizzazione di una sorta di sviluppo separato (apartheid) del genere praticato in quel periodo già in alcune colonie britanniche e negli Stati del sud degli Stati Uniti. In seguito i provvedimenti discriminatori si estesero anche ai cittadini italiani e libici di religione israelita, con un progressivo allontanamento della maggioranza di essi dalla vita pubblica italiana nonché con l'internamento in vari campi di concentramento fascisti.

Venne anche promulgato un Manifesto della razza, nella stesura del quale oltre a nomi dell'Accademia d'Italia vi era anche la mano di Mussolini. Nel 1938 Benito Mussolini espose il suo pensiero circa la questione razziale in questa maniera: 
(Benito Mussolini, "Tutti i discorsi - anno 1938")

Mussolini, in merito all'insorgere di una questione ebraica per il fascismo, poi, così proseguiva: 
(Benito Mussolini, "Tutti i discorsi - anno 1938")
Il razzismo fascista prese varie forme, nel tentativo di distinguersi da quello nazista, e in esso convissero sia la convinzione del razzismo biologico sia quella del razzismo spirituale, invece generalmente assente nei razzismi nazista e in quelli di altri paesi. Un importante contributo all'antisemitismo fascista venne anche da taluni ambienti cattolici, sebbene il Vaticano non abbia mai né approvato, né appoggiato ufficialmente i provvedimenti antisemiti. Nessun documento proverebbe invece pressioni ufficiali e dirette da parte tedesca durante la genesi dei provvedimenti razziali.
A differenza degli altri razzismi del suo tempo, quello fascista è solo tangente alle politiche eugenetiche condotte dal regime, che erano fondamentalmente razziste nella Germania nazista e invece assenti nei razzismi coloniali e post-schiavisti rispettivamente britannico e statunitense. Infatti sebbene i provvedimenti per la difesa della razza prevedessero l'apartheid degli ebrei e dei non-indoeuropei rispetto agli italiani ariani, tutte le provvigioni e le iniziative a carattere eugenetico (ginnastica, colonie per l'infanzia, sanatori, Opera Maternità e Infanzia etc.) proposte e imposte dal regime continuarono ad applicarsi anche ai sudditi di cittadinanza libica e a quelli dell'AOI, almeno fino al 1942.

### Il rapporto col nazismo

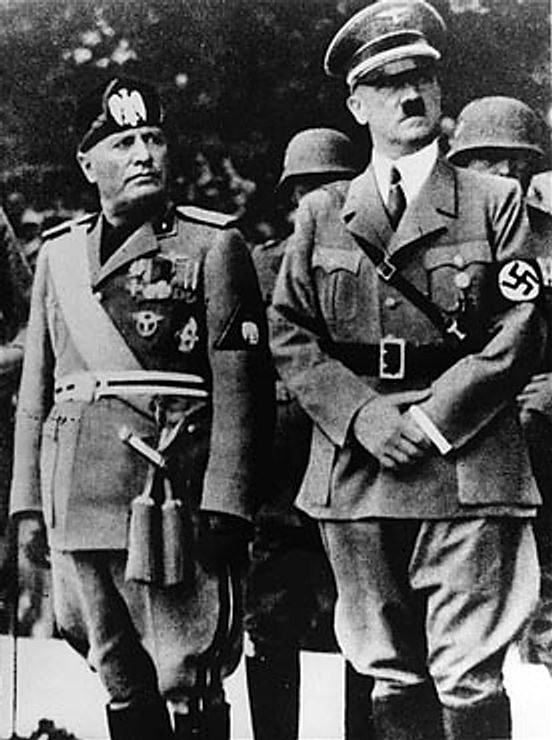
Benito Mussolini e Adolf Hitler a Monaco, nel 1937.

Il nazionalsocialismo si presenta, soprattutto dal punto di vista ideologico, come una particolare forma di "socialismo fascista". Nei fatti tuttavia l'aspetto "socialista" del regime tedesco era fondamentalmente una trovata propagandistica. L'interpretazione più diffusa è che il nazismo fu anch'esso una forma di fascismo; il regime tedesco si ispirava apertamente a Mussolini e condivideva col fascismo italiano impostazione economica, politica e sociale, nonché la politica estera aggressiva e i tratti ideologici caratteristici del fascismo fattosi regime.
Questa visione è respinta da alcuni storici che vedono nelle dittature italiana e tedesca due fenomeni distinti. Stanis Ruinas per esempio sostiene che il nazismo nasce come ideologia gemella al fascismo italiano, e tale rimane solo fino al 29-30 giugno 1934, quando con la "notte dei lunghi coltelli" la corrente "di destra" facente capo a Hitler elimina la corrente "di sinistra" facente capo a Ernst Röhm. Da quel momento il nazismo abbraccia implicitamente il capitalismo e si prefigura come un'ideologia prettamente di destra, abbandonando ogni ipotesi rivoluzionaria e quindi rimanendo "socialista" solo nel nome.
Secondo Ruinas da quel momento il paragone tra fascismo e nazismo è quindi unicamente fittizio e artificialmente mantenuto dal nazismo per motivi propagandistici di immagine pubblica. Questa analisi si basa sull'osservazione che nel fascismo italiano la componente "di sinistra" continuò a esistere, sebbene piuttosto emarginata per molti anni, e anzi nella RSI sarebbe tornata maggioritaria.
Secondo altre analisi, tuttavia, il passaggio dal cosiddetto "fascismo-movimento" (con slogan talvolta socialisteggianti) al "fascismo-regime" (con tratti più nettamente conservatori) fu un processo analogo, sebbene meno cruento e drastico, a quanto avvenuto in seguito in Germania in forma più convulsa durante la Notte dei lunghi coltelli. La spiegazione sociologica di questa "frattura" in entrambi i fascismi è dovuta al ruolo particolare (e caratterizzante del fascismo rispetto a generiche dittature di destra) che ha la mobilitazione dei ceti medi, rovinati dalla crisi economica in Germania o frustrati dalla fine della guerra e dallo scoppio delle lotte sociali in Italia; la mobilitazione di questi gruppi sociali è resa possibile specialmente dalla fraseologia rivoluzionaria e movimentista propria tanto dello squadrismo quanto delle SA, ma diventa successivamente un ostacolo al consolidamento della dittatura e richiede quindi l'eliminazione o l'emarginazione di quell'ala in un momento successivo. Con la RSI la necessità di mobilitare nuovamente ampie masse nella guerra civile spinse Mussolini a recuperare elementi dello squadrismo delle origini che erano stati messi in ombra negli anni precedenti.

### L'idea diimpero(neoghibellinismo)
Il continuo ritorno a un'idea di romanità portò come logica conseguenza l'affermarsi di teorie filosofiche neo-ghibelline, ossia propugnanti la ricostituzione di un Sacro Romano Impero o di un Impero romano che si ricongiungesse in qualche misura con una mistica tradizione ancestrale, e alla fine proponesse il superamento del fascismo in una forma di nuovo imperialismo spirituale e supernazionale, a carattere essenzialmente anticristiano.
Alfiere di queste tesi fu Julius Evola, filosofo perennialista e vicino in seguito al neopaganesimo romano di certi ambienti neofascisti del secondo dopoguerra, il quale rimase tuttavia alquanto isolato nell'ambito del dibattito culturale e filosofico del regime fascista, dominato invece da logiche nazionaliste e da forti correnti cattoliche che poco spazio intendevano lasciare al cosiddetto imperialismo pagano propugnato dal filosofo.
Questa idea trovò in seguito sponda e nuovi argomenti in alcuni ambienti nazionalsocialisti e si diffuse soprattutto nel dopoguerra fra i movimenti neofascisti, neonazisti esoterici e tradizionalisti, restando perlopiù fuori anche dall'estrema destra maggioritaria che sarà rappresentata dal Movimento Sociale Italiano.
Secondo la teoria di Julius Evola, il fascismo si configurerebbe come una delle tante manifestazioni storiche del concetto più ampio di Tradizione, ossia di una società basata sui valori di gerarchia, militarismo e misticismo. In quest'ottica diverrebbero forme di Fascismo in senso lato le più disparate esperienze storiche: da Sparta e Roma alle società celtiche, nordiche e germaniche, al Sacro Romano Impero.

### Il ruralismo

Donne rurali italiane in costume tipico regionale offrono spighe di grano e una forma di pane a Mussolini durante una manifestazione propagandistica del regime in un'area rurale nel 1938

L'uomo rurale venne esaltato come l'ideale forma di mascolinità da parte del governo fascista. È tradizionale, ed è anti-moderno. Ardengo Soffici descrive tale ideale mascolinità evidente nelle zone rurali d'Italia:

In antitesi alla borghesia, questa figura è stata iconica nella suggestione che il governo fascista indica come il suo modo di essere, quando nella società del primo Novecento cominciò a venir meno il culto della mascolinità. È importante ricordare che il ruralismo fascista richiede esplicitamente il ripristino di un tradizionale, pre-moderno e rigidamente gerarchico ordine morale. In altre parole, il regime fascista ha utilizzato la figura del ruralismo come un mezzo attraverso il quale ha tentato di trasformare il modernismo in tradizionalismo. A questo proposito, la gioventù contadina che ha cercato di lasciare il villaggio e trasferirsi in città è stata dipinta come fatta di individui mettenti il destino della nazione a rischio attraverso il loro comportamento: 
Il modernismo, un fenomeno che include il trasferimento di giovani dai villaggi verso le città, è visto in luce negativa dal governo fascista, perché crea un sotto-tipo di mascolinità italiana che è più abile nel vivere all'interno di un'area metropolitana, assumendo meno responsabilità verso la collettività. In altre parole, la gioventù italiana non è più attiva nel coltivare i terreni agricoli, ma, invece, si disinteressa della collettività e quindi di se stessa, rendendo l'intero paese italiano meno fertile. Metaforicamente, ciò significa che essi smettendo di coltivare la loro mascolinità egemonica globalmente, e fisicamente, smettono di contribuire allo stato, perché quelli che si muovono in città di solito hanno meno figli e si sposano con una frequenza minore. Inoltre, l'ambiente sicuro della metropoli impedisce al "nuovo italiano" di godere il suo contatto con la natura, e gli ha impedito di contemplare profondamente sulle sfide morali, nessuna delle quali è messa a sua prova, come un risultato dell'artificiale, "materialista" atmosfera metropolitana che è priva di pericoli e avversità.

### Il fascismo nella RSI
Il profilo delle personalità del fascismo rifondato nel Partito Fascista Repubblicano al Congresso di Verona si distinse da quello del ventennio per il protagonismo di numerosi personaggi degli ambienti squadristi, via via emarginati da Mussolini dopo la Marcia su Roma. I vecchi squadristi, che per lunghi anni spesso erano stati relegati a incarichi di secondo piano, tornarono alla ribalta, prendendo l'iniziativa sin dall'annuncio dell'armistizio e prima della proclamazione della Repubblica Sociale Italiana il 27 settembre 1943.
Un'altra caratteristica del fascismo repubblicano fu l'importanza assunta dalle componenti volontarie, che si vennero coagulando sin da prima della fondazione della repubblica e poi ne costituirono un tratto significativo, nelle proprie formazioni sia militari sia civili. Questo sforzo si lega al recupero della tradizione "movimentista" del primo fascismo. Ciò nonostante la RSI dovette ricorrere a numerosi bandi di leva al fine di mobilitare alcune centinaia di migliaia di italiani. Solo con la reiterazione dei bandi - che includevano la minaccia di passare per le armi i renitenti - si riuscì in fasi successive e ad arruolare un numero complessivamente calcolato da fonti reducistiche in sette-ottocentomila uomini, dei quali, sempre secondo le stesse fonti fasciste, un numero oscillante attorno ai duecentomila volontari, in buona parte giovanissimi (anche minorenni). La maggioranza della popolazione mantenne un atteggiamento di indifferenza e freddezza (la cosiddetta "zona grigia") o di ostilità (la "Resistenza disarmata" nelle fabbriche con centinaia di migliaia di scioperanti e sabotaggi continui dello sforzo bellico, nelle campagne, nei campi di internamento tedeschi (col rifiuto degli italiani internati di aderire alle forze armate della RSI) verso il rinato fascismo, consentendo al contempo lo sviluppo e il sostentamento della lotta armata antifascista.
Nel corso dei 600 giorni di durata della Repubblica Sociale, a partire dalla Carta di Verona, i dibattiti interni al Fascismo si orientarono essenzialmente su:
- la critica al passato regime, ai suoi compromessi con la monarchia, la Chiesa e l'establishment industriale[109], ritenuti ostacoli che avevano impedito la completa realizzazione della "rivoluzione fascista";
- la socializzazione delle imprese, che divenne tanto un propagandistico "ritorno alle origini" del fascismo quanto una maniera revanscista per colpire le classi sociali alto-borghesi, ritenute dal fascismo squadrista disfattiste, antifasciste se non in aperta combutta col nemico;
- la nuova veste istituzionale da dare allo stato, se accettare l'introduzione di elementi democratici nella costituzione dello Stato e se consentire un regime pluripartitico o monopartitico;[110]
- la nuova forma da dare alle Forze Armate, interamente volontarie oppure mantenendo una continuità con il vecchio esercito monarchico di coscritti, nonché sulla loro apoliticità oppure sulla necessità di dar loro una veste politica;[111]
- il problema del "dopo" tanto in prospettiva di una vittoria dell'Asse (ritenuta ancora possibile grazie alle "armi segrete" di cui si pensava disponesse il Reich) sia quando la sconfitta divenne certa.

Fra le componenti psicologiche e politiche che mossero la RSI e il Fascismo Repubblicano se ne possono evidenziare alcune come emergono dalla memorialistica:
- il desiderio di preservare la continuità del regime fascista e del suo collocamento bellico al fianco della Germania;
- il desiderio di vendetta contro quegli elementi ritenuti esiziali per il vecchio fascismo: "i nemici di dentro e di fuori" che avevano impedito il completamento della "rivoluzione", avevano sabotato lo sforzo bellico facendo intelligenza col nemico, e avevano tradito Mussolini, identificati con la massoneria, gli ebrei, la plutocrazia, la monarchia, ecc.;
- il cupio dissolvi, dettato dal desiderio di cercare "la bella morte" e concludere con essa un'esperienza politica e umana condannata alla sconfitta.[112]
- il desiderio di rendere un servizio alla nazione italiana nel suo momento ritenuto più buio (riscattandone l'onore, secondo i fascisti compromesso dall'armistizio dell'8 settembre). Da parte di taluni si è cercata una giustificazione della RSI nel tentativo - evidentemente fallito, visti gli esiti - di "ammorbidire" l'occupazione germanica[113] e di mantenere in piedi l'apparato dello Stato per consentire la sopravvivenza del popolo durante la guerra.[114]

## Il dibattito sul significato del termine

### Significato concettuale
Nell'ambito storiografico italiano il termine "fascismo" è usato soprattutto in riferimento al regime di governo e all'ideologia promossi e attuati da Benito Mussolini tra il 23 marzo 1919 e il 28 aprile 1945. Tale posizione è sostenuta anche da numerosi storici di formazione non-angloamericana.
Alcuni storici ritengono improprio l'utilizzo del termine "fascista" in riferimento alla Germania nazionalsocialista e ai regimi autoritari formatisi in Europa negli anni trenta e quaranta, considerati derivazioni del caso nazista più che di quello fascista (se si eccettuano il Portogallo di António de Oliveira Salazar, la Grecia di Ioannis Metaxas e il cosiddetto Austrofascismo, che tuttavia presentano somiglianze più che altro superficiali col fascismo italiano) o casi a sé stanti (come per la Spagna di Francisco Franco, il cui movimento e regime sono definiti Franchismo per distinguerli da fascismo e nazismo).
In tal senso, anche il termine "nazifascismo" è considerato scorretto da chi sostiene la specificità del fascismo italiano, perché non consentirebbe di cogliere le differenze avutesi tra i due movimenti. Questi studiosi contestano l'utilizzo del medesimo termine in riferimento a regimi autoritari post-bellici, uso che peraltro risulta essere effettuato in modo incoerente e, talora, con funzione di mero insulto (il termine "fascista" è usato, in tale accezione impropria, col significato astoriografico di "inumano, crudele, oppressivo"): in tal modo "fascista" è stato utilizzato tanto per indicare spregiativamente regimi quali quello di Augusto Pinochet in Cile (privo di una reale base ideologica), nonché regimi di segno ideologico opposto (quali quello comunista cinese e russo) oppure la democrazia americana.

### Il punto di vista marxista e socialista
A sinistra, il termine "fascista" è talvolta usato per indicare qualsiasi regime autoritario di destra, specie quelli alleati dell'Asse durante la seconda guerra mondiale, come il regime militarista giapponese o il franchismo spagnolo, o più spesso i loro seguaci. Per alcuni anni, Stalin e la III Internazionale definirono i socialdemocratici come "socialfascisti" (una posizione abbandonata nel 1935).
Dal punto di vista di molte scuole interpretative marxiste, tuttavia, il fascismo vero e proprio è quello dell'Italia e della Germania: un "regime reazionario di massa" secondo la definizione di Palmiro Togliatti, accettata anche dal trotskismo internazionale e in qualche modo vicina alla definizione gramsciana di "rivoluzione passiva". In questo senso, non vengono fatte distinzioni di rilievo fra il regime hitleriano e quello di Mussolini, che vengono invece fatte rispetto a dittature prive di una base di mobilitazione di massa (come quella portoghese di Salazar o quella cilena di Pinochet). Il caso spagnolo è ambiguo, perché se pure esisteva un forte movimento fascista dal lato franchista, Franco non ne faceva parte e anzi si adoperò affinché venissero "riassorbite" in un generico "movimento nazionale" le forze che più apertamente si ispiravano a Hitler o a Mussolini (come la falange spagnola).

## Le interpretazioni del fascismo
All'interno della vasta critica storica sul fascismo, è possibile individuare varie interpretazioni, tra le quali:
- quella di Mussolini (scritta con Gioacchino Volpe), che nell'Enciclopedia Italiana alla voce relativa scrisse "il fascismo fu ed è azione";
- quella liberale di Benedetto Croce, che considera il fascismo come una "parentesi" della storia italiana, una "malattia morale" a seguito della grande guerra;
- quella democratico-radicale[115] di Gaetano Salvemini e del Partito d'Azione, che considera il fascismo come un prodotto logico, inevitabile, degli antichi mali d'Italia;
- quella di tradizione marxista, che considera il fascismo come un prodotto della società capitalista e della reazione della grande borghesia contro il proletariato attraverso la mobilitazione di masse piccolo-borghesi e sottoproletarie (il "regime reazionario di massa" descritto dai comunisti italiani in clandestinità);
- quella di Renzo De Felice e della sua scuola, che intende rivedere il giudizio storico tradizionale sul fascismo, proponendo un'analisi molto complessa e articolata che sottolinea, fra l'altro, il consenso raggiunto dal regime fascista, soprattutto fra il 1929 e il 1936, nella società italiana.

### Interpretazione totalitarista
Il fascismo definiva sé stesso un sistema politico "totalitario". Nella concezione fascista dello Stato, l'individuo ha libertà e gode di diritti solo quando è pienamente inserito all'interno del corpo sociale gerarchicamente ordinato dello Stato (il cosiddetto Stato etico).

Nelle successive analisi degli storici (a partire dallo studio di Hannah Arendt del 1951) si sono sviluppate sostanzialmente due linee interpretative riguardo al carattere del regime fascista: una promossa inizialmente da Hannah Arendt e sviluppata successivamente da diversi autori, fra cui Renzo De Felice, che lo considera come prettamente "autoritario", e uno che lo considera "totalitario" (ma senza alcun'accezione apprezzativa) e che ha nell'allievo di De Felice Emilio Gentile uno dei massimi sostenitori. Tale interpretazione è soprattutto da riferirsi al concetto, promosso da Emilio Gentile, di: 
(Emilio Gentile)

E ancora: 
(Emilio Gentile)
Inoltre questo totalitarismo è definito da alcuni autori un "totalitarismo statalista" perché, secondo le parole di Giovanni Gentile "per il fascista tutto è nello Stato e nulla [...] ha valore fuori dallo Stato".

### Interpretazione autoritaria
Tale interpretazione si basa in gran parte sull'idea, proposta da Hannah Arendt, di considerare il terrore come "la vera essenza" della forma totalitaria di governo; in tal senso, il regime fascista non può considerarsi "prettamente" totalitario in quanto mancò, a differenza di altri regimi quale quello nazista e quello stalinista, uno "sterminio di massa" e un uso costante del "terrore di massa" (cosa che peraltro veniva perpetrata tramite il meccanismo di azione detto Squadrismo).
Mancò inoltre, un completo controllo della comunicazione e dell'informazione.
Inoltre, sempre secondo questa interpretazione, lo stato autoritario ha limiti prevedibili all'esercizio del potere, ossia è possibile "vivere tranquilli" e non incorrere nella vendetta dello Stato se si seguono alcune regole di comportamento, e non si fa opera di militanza e propaganda politica, mentre nello stato totalitario i limiti all'esercizio del potere sono mal definiti e incerti.
Infine a sostegno di questa tesi vi è anche il fatto che il fascismo (a differenza di nazismo e comunismo sovietico) fu obbligato a convivere (spesso anche trovando un comune accordo) con i poteri della Monarchia e della Santa Sede, i quali, nonostante una progressiva erosione delle proprie prerogative, mantennero la propria autonomia (spesso più formale che sostanziale).

### Il problema del totalitarismo imperfetto
Posizione intermedia fra le due precedentemente citate, il concetto di "totalitarismo imperfetto", coniato dallo storico Giovanni Sabbatucci, riconosce nel fascismo una chiara matrice e una volontà totalitaria, resa però inane dalla presenza di altri poteri (Chiesa e Monarchia), dal suo eccessivo gradualismo e dalla politica mussoliniana di lasciare sempre qualche "valvola di sfogo" a personaggi afascisti o fascisti non "ortodossi" (come ad es. il caso di Nicola Bombacci).
Sono assenti o solo embrionali nel totalitarismo fascista i seguenti attributi caratteristici del caso nazista:
- la supremazia del partito rispetto allo Stato;
- i campi di sterminio di massa (Vernichtungslager);
- un'ideologia sterminazionista nei confronti di nemici "di razza".

Mentre rispetto alla dittatura sovietica vi è una sostanziale differenza in termini di estensione ed efficacia della repressione del dissenso.
Riepilogo
(Renzo De Felice)
Attributi del totalitarismo fascista:
- monopolio dei mezzi di comunicazione;
- presenza di un'ideologia organica, propagandata con i mezzi di comunicazione di massa, cui l'individuo è tenuto ad aderire fideisticamente;
- presenza di un partito unico, portatore di questa ideologia, che esercita un'autorità assoluta sotto la guida di un capo e di un ristretto numero di persone;
- abbattimento di ogni forza antagonista;[124]
- ricorso sistematico alla mobilitazione delle masse, mediante il partito, l'uso della stampa, della radio, del cinema e delle grandi manifestazioni scenografiche;
- controllo e repressione di tutte le opposizioni (in particolare quella comunista);
- presenza di una polizia politica segreta (OVRA) che controlla l'effettiva "fascistizzazione" degli individui;
- sacralizzazione della politica e del capo;
- programma di costruzione di un "uomo nuovo";
- affermazione del dirigismo politico in ambito economico.

## Il neofascismo
Nonostante il divieto di ricostituzione del disciolto Partito Nazionale Fascista, stabilito dalla Costituzione Repubblicana (XII Disposizione Transitoria), movimenti fascisti sopravvissero anche dopo la guerra.
In particolare il Movimento Sociale Italiano di Pino Romualdi e Giorgio Almirante, che fu accusato a più riprese di ricostituzione del disciolto partito fascista. Il senatore Giorgio Pisanò nel 1989 fonda e guida la corrente interna al MSI denominata Fascismo e Libertà. Nel luglio 1991 Fascismo e Libertà esce dal partito guidato da Gianfranco Fini. Giorgio Pisanò guida la frangia dei camerati irriducibili verso un nuovo progetto politico profondamente mussoliniano; così fonda e diviene Segretario Nazionale del Movimento Fascismo e Libertà (MFL). Successivamente, l'11 dicembre 1993 il Comitato Centrale "missino" approverà il nuovo Movimento Sociale Italiano-Alleanza Nazionale con l'astensione di 10 dirigenti legati all'ex-segretario e combattente della RSI Pino Rauti. Nel 1994 Movimento Sociale Italiano-Alleanza Nazionale sciolse i legami interni con gli esponenti del MSI più nostalgici, trasformandosi in Alleanza Nazionale (AN) durante il congresso di Fiuggi. Fu il momento nel quale il gruppo di dirigenti vicini a Pino Rauti, si staccò da AN, coadiuvando insieme ai membri del MFL di Giorgio Pisanò nel progetto di conservazione dello storico partito, fondando la Fiamma Tricolore quale nuovo soggetto politico. Alcuni mesi più tardi il leader e segretario del MFL lascia però la vita politica, complice l'aggravarsi del suo stato di salute che lo porterà alla scomparsa (17 ottobre 1997). Il Movimento Fascismo e Libertà minoritario all'interno del nuovo soggetto, non trovando spazio ne esce dopo una breve esperienza. Nel 2001 il MFL subisce la scissione di alcuni dirigenti che fondano Nuovo Ordine Nazionale. Relativamente di recente, il 7 maggio del 2004, Pino Rauti il promotore e fondatore della Fiamma Tricolore, dopo alcune vicende personali, ha lasciato anche questo movimento per fondare il Movimento Idea Sociale (MIS).
Nel 2009 il MFL distingue e difende le sue finalità ideologiche nelle posizioni più socialiste dell'originario fascismo rivoluzionario e della Repubblica Sociale Italiana, optando per una netta contrapposizione e rottura verso tutte le altre forze neofasciste che si riconoscono nella destra italiana e/o comunque riconducibili alla cosiddetta Area, denominandosi Movimento Fascismo e Libertà - Partito Socialista Nazionale.
Contemporaneamente Alessandra Mussolini, nipote del dittatore, lasciava AN in polemica col suo presidente Gianfranco Fini, che aveva preso le distanze dalle posizioni legate al fascismo e alla figura di Mussolini. La Mussolini fondò così un proprio partito (AS, Azione Sociale) che promosse l'alleanza denominata Alternativa Sociale che univa AS ad altri due movimenti neofascisti e nazionalisti: Forza Nuova, guidato da Roberto Fiore, e Fronte Sociale Nazionale, fondato da Adriano Tilgher.